# حمله اسرائیل به مدرسه سازمان ملل در غزه
اسرائیل در ۸ مرداد ۱۳۹۳ و در جریان حمله به غزه «دبستان دخترانه ابوحسین» وابسته به سازمان ملل در جبلیه واقع در نوار غزه را هدف قرار داد.اسرائیل پیش‌تر از فلسطینیان خواسته بود تا خانه‌های خود را ترک کنند در غیر اینصورت با خطر مرگ مواجه‌اند. پس از آن و هنگامی‌که بیش از سه هزار تن که اغلب آنان زن و کودک بودند در این دبستان دخترانه پناه گرفته بودند در آستانه سحر این مدرسه هدف حمله اسرائیل قرار گرفته و دست کم 44تن از جمله ده نفر از کارکنان سازمان ملل کشته و تعداد زیادی زخمی شدند. اغلب قربانیان زن و کودک بودند. این حمله موجی از محکومیت جهانی را بر انگیخت و حتی انتقادات آمریکا (حامی اصلی اسرائیل) را نیز در پی داشت. منابع سازمان ملل گفتند که اسرائیل اجازه تخلیه این ساختمان را پیش از حمله تانک‌های خود، نداده است.بیش از ۱۱۸۰۰۰ تن از فلسطینیان از هراس یورش و کشتار اسرائیل به مدارس سازمان ملل پناه برده‌اند و بیش از ۴۴٪ از باریکه غزه در نتیجه این حملات غیرقابل سکونت شده‌است. ارتش اسراییل در پی این کشتار کودکان ۴ ساعت اعلام آتش‌بس کرد. سازمان ملل این حمله را ننگ جهانی برای اسرائیل دانست.
سازمان ملل اسرائیل را به جنایات جنگی متهم ساخته است. این برای دومین بار است که اسرائیل مدارس سازمان ملل را در تهاجم سال ۲۰۱۴ هدف حمله قرار می‌دهد. با این کشتار تعداد قربانیان فلسطینی که اکثر آنان زنان و کودکان هستند به بیش از ۱۲۰۰ تن و تعداد مجروحان به بیش از ۷۰۰۰ تن رسید.

## سابقه اسرائیل در ارتکاب جنایات جنگی
اسرائیل پیش از این نیز پیرامون اقدامات خود در غزه به جنایات جنگی متهم و در دادگاهها نیز تحت تعقیب قرار گرفته بود. در سال ۲۰۰۵ فلسطینیان توانستند با شکایت در دادگاههای بریتانیا ژنرال دورون آلموگ از فرماندهان ارتش اسراییل در یورش به غزه را تحت تعقیب به اتهام جنایات جنگی قرار دهند. در شرایطی که وی به همراه خانواده اش توسط هواپیمایی اسرائیلی ال عال عازم لندن بود، دادگاه حکم جلب وی را صادر کرد. اما وابسته نظامی اسراییل با اطلاع یافتن از این موضوع پیش از پیاده شدن در هواپیما باقی ماند و پلیس انگلیس نیز از ترس درگیری با ژنرال اسرائیلی و محافظانش از بازرسی هواپیما در فرودگاه لندن و بازداشت وی خودداری کرد و او توانست به اسراییل بازگردد و از محاکمه بگریزد اقدامی که از سوی رسانه‌ها به فراری دادن وی تعبیر شد. این رویداد که در سال ۲۰۰۵ اتفاق افتاده بود در سال ۲۰۰۸ توسط روزنامه گاردین افشا گردید.

## بازتاب‌های جهانی

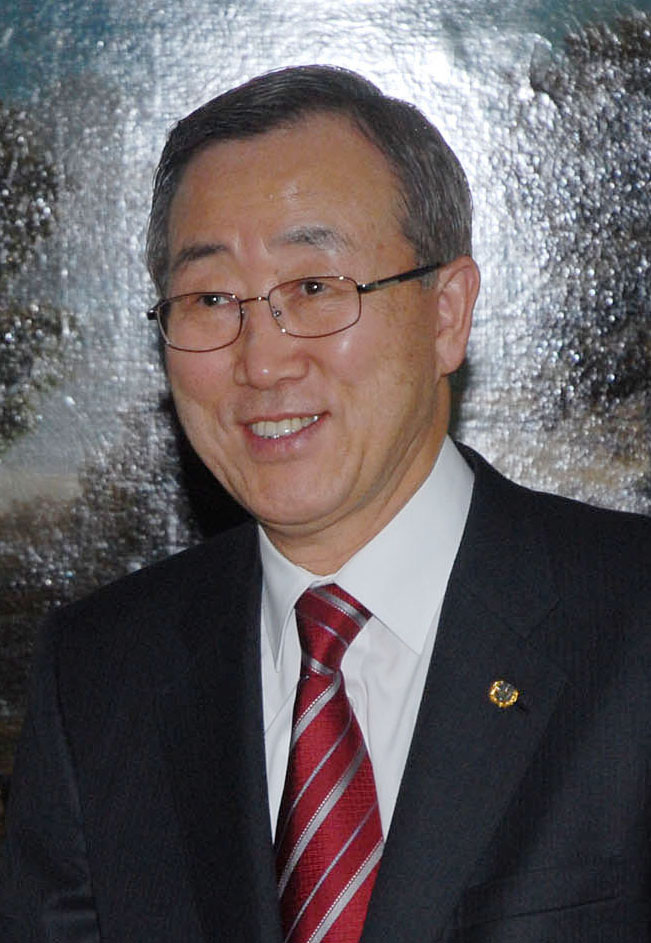
هیچ چیز شرم‌آور تر از حمله به کودکان در خواب نیست

- دبیر کل سازمان ملل دبیر کل سازمان ملل: هیچ چیز شرم‌آور تر از حمله به کودکان خواب آلود نیست. وی افزود که محل دقیق این مدرسه ۱۷ بار به مقامات نظامی اسرائیلی یادآوری شده‌است.[۱۲]